# Hans Gallizian
Hans Gallizian (* 1472 in Basel; † 1524 in Solothurn) war ein Basler Unternehmer und Ratsherr.

## Leben
Hans Gallizian war wie sein Vater Michel und sein Onkel Anton Gallizian Papierfabrikant (die Gallizianmühle ist heute das Hauptgebäude des Basler Papiermuseums) und betätigte sich zusätzlich als Grosskaufmann. Gallizian verband sich mit seinem Onkel mütterlicherseitz Jakob Meyer zum Hasen zu einer Handelsgesellschaft. 1515–1521 gehörte er als Zunftmeister zu Safran dem Kleinen Rat an, wo er in den Siebnerrat (Finanzbehörde) berufen wurde. Wegen Annahme von Pensionen wurde er 1521 im sogenannten Pensionensturm aus dem Rat ausgeschlossen. Darauf siedelte er nach Solothurn über, von wo aus er gegen Basel agitierte. Seine Güter in Basel wurden beschlagnahmt und öffentlich versteigert.